# ダイハツ・ライトバス
ライトバス（LITE BUS）はダイハツ工業が生産していたマイクロバスである。

## 概要
1961年に小型トラックのベスタをベースに登場した。ボディはヤナセと川崎航空機（→IKコーチ→いすゞバス製造）製の2種類が存在した。

## 歴史
- 1961年 ベスタベースのDV200型登場。
- 1962年 V200ベースのDV201N型登場。エンジンはFB型1,861cc。ボディタイプは25人乗り標準車と29人ロングボディの2種類で、グレードはスタンダードとデラックスの2種類。架装はヤナセ。
- 1965年7月 29人乗りロングボディのDV301N型登場。
- 1965年11月 SV20N型登場。DV201N型よりも大きめのボディで、架装は川崎航空機。ディーゼル車はSV22N型となる。SV20N型はFB型を搭載し、SV22N型はDE型を搭載する。ロングボディはガソリン車がSV35N型、ディーゼル車がSV27N型となる。従来のDV201型/DV301型も併売される。
- 1969年 マイナーチェンジ。グリルの形状が変わりDマークが装備される。ディーゼルエンジンはデルタと同じDG型2,530cc 80馬力に変更。
- 1972年頃 販売台数の減少や、川重車体がいすゞ車への架装に集約したことにより生産・販売終了。

その後、海外（主にアジア）輸出専用として、デルタのシャシーをベースに、レインボーAM100にフロントパネルが類似したバスが1976年より荒川車体工業で生産された。